# Antandrosz
Antandrosz (Ἄντανδρος) vagy latinosan Antander (i. e. 3. század) görög író.
A szürakuszai Agathoklész egyik fivére volt, s elkészítette ennek életrajzát. Munkájának még töredékei sem maradtak fenn.